# Гоголесубани
Гоголесубани (груз. გოგოლესუბანი) — село в Грузии, на территории Чохатаурского муниципалитета края (мхаре) Гурия.

## География
Село находится в западной части Грузии, на правом берегу реки Супсы, вблизи северо-западной окраины посёлка городского типа Чохатаури, административного центра муниципалитета. Абсолютная высота — 145 метров над уровнем моря.

## Население
По результатам официальной переписи населения 2014 года, в Гоголесубани проживало 858 человек (438 мужчин и 420 женщин). В национальной структуре населения грузины составляли 99,4 %, армяне — 0,4 %, русские — 0,2 %.
| Год  | Население, человек |
| ---- | ------------------ |
| 2002 | 1051               |
| 2014 | ↘ 858              |